# Chất siêu chủ vận

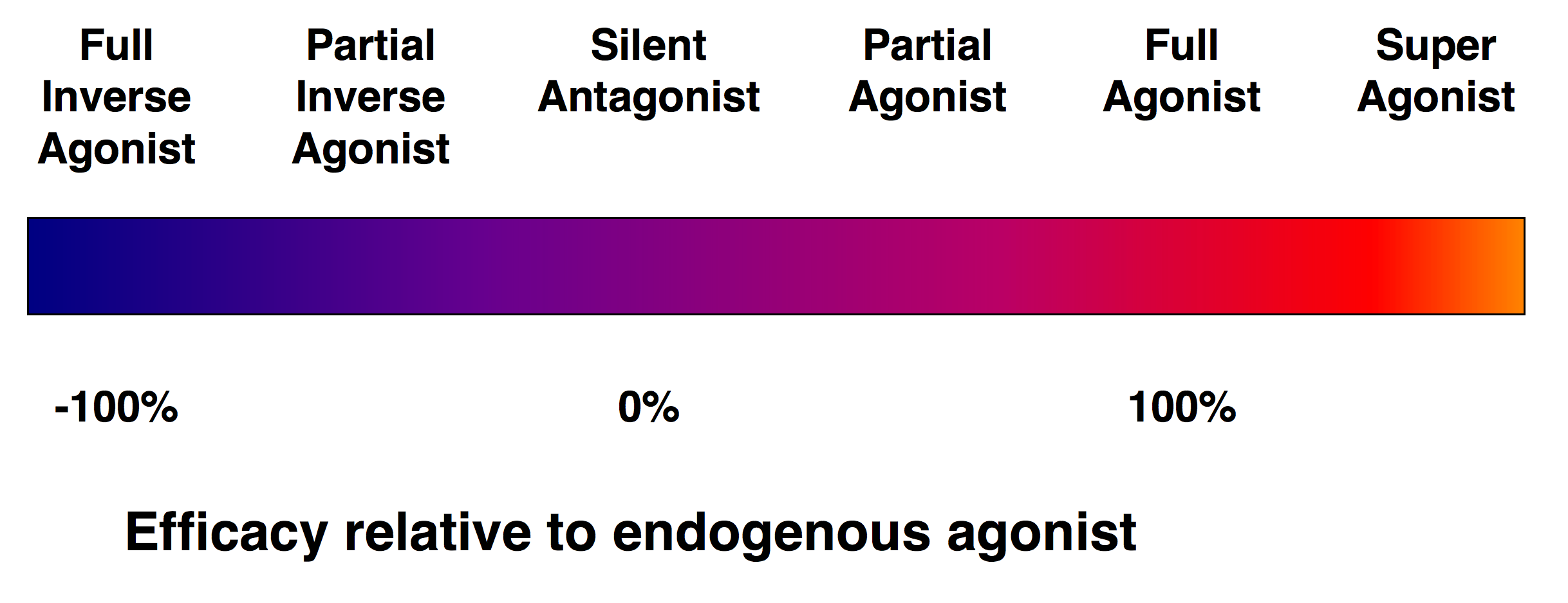
Phổ hiệu quả của phối tử thụ thể.

Trong lĩnh vực dược lý, chất siêu chủ vận là loại chất chủ vận có khả năng tạo ra đáp ứng tối đa lớn hơn chất chủ vận nội sinh đối với thụ thể đích, và do đó có hiệu quả hơn 100%. Ví dụ, goserelin là một chất siêu chủ vận của thụ thể hormone giải phóng gonadotropin.